# Bosguérard-de-Marcouville
Bosguérard-de-Marcouville település Franciaországban, Eure megyében. Lakosainak száma 621 fő (2018. január 1.). Bosguérard-de-Marcouville Berville-en-Roumois, Grand-Bourgtheroulde, Le Bosc-du-Theil, La Haye-du-Theil és Houlbec-près-le-Gros-Theil községekkel határos.

## Népesség
A település népességének változása:
| Lakosok száma | 398  | 400  | 431  | 489  | 481  | 599  | 603  | 620  | 629  | 621  |
|               | 1968 | 1975 | 1982 | 1990 | 1999 | 2011 | 2013 | 2015 | 2017 | 2018 |